# Citrus australasica
Citrus australasica – gatunek z rodziny rutowatych. Występuje w nadmorskich obszarach w stanach Queensland i Nowej Południowej Walii w Australii. Jest to kolczasty, charakterystyczny dla podszytu krzew lub niewielkie drzewo z nizinnych subtropikalnych lasów tropikalnych i suchych lasów tropikalnych. Z powodu jadalnych owoców, uznawany jest za potencjalnie nowy gatunek uprawny o znaczeniu komercyjnym.

## Morfologia
Krzew lub niskie drzewo o wysokości 2-7 metrów. Liście małe, mają 1–6 cm długości i 3–25 mm szerokości, nagie, ząbkowane i karbowane na brzegu. Kwiaty białe, płatki mają 6–9 mm długości. Owoce cylindryczne, 4–8 cm długości, czasami lekko zakrzywione, w różnych kolorach, w tym różowym i zielonym.

## Uprawa i wykorzystanie

### Historia
Pierwsi osadnicy używali owoców i zachowywali drzewa tego gatunku podczas karczowania lasów pod uprawy. Kolonialni botanicy sugerowali, że powinny one być uprawiane.

### Rosnący popyt
Roślinę w ostatnim czasie spopularyzowano jako przysmak z buszu. Kuliste pęcherzyki soku, porównywane do „limonkowego kawioru” mogą być używane na przystawkę lub jako dodatek do różnych receptur. Świeże pęcherzyki podczas konsumpcji dają efekt wybuchu musującego, ostrego zapachu. Sok owocowy ma odczyn kwaśny. Marmolada i kiszone przetwory również są wykonywane. Skórkę można suszyć i w tej formie wykorzystywać jako aromatyczną przyprawę.
Komercyjne wykorzystanie owoców zaczęło się w połowie lat 90. XX wieku, kiedy stosowane były w ekskluzywnych dżemach z dzikich owoców. W 2000 sprzedawano je w restauracjach, poza tym eksportowano świeże owoce.

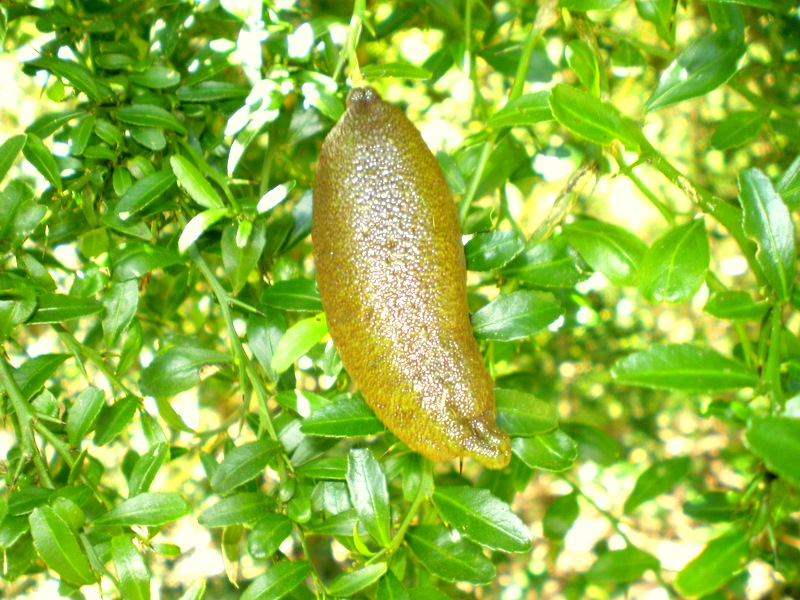
Owoc

Citrus australasica od niedawna uprawia się komercyjnie w Australii w odpowiedzi na wysokie zapotrzebowanie na owoce. Rośnie liczba genetycznych odmian hodowanych na podkładki owoców cytrusowych. Nieoczekiwanie wysoki popyt na rynku sprawił, że głównym źródłem materiału genetycznego do rozmnażania były rośliny dziko rosnące.

### Choroby
Roślina jest uprawiana w taki sam sposób, jak inne gatunki cytrusów i cierpi od typowych dla tej grupy roślin szkodników i chorób. Stwierdzono, że dzikie odmiany C. australasica były wysoko odporne na chorobę korzeni Phytophtora citrophthora, co doprowadziło do programu krzyżowania odmian do tworzenia odpornych na choroby cytrusów podkładek
W СSIRO opracowano również kilka mieszańców przez skrzyżowanie z innymi gatunkami cytrusów. Te hybrydy dały początek wielu odmianom, które dają owoce w różnych kolorach, począwszy od jasno różowego do głębokiego niebiesko-zielonego. Uważa się, że Citrus australasica ma najbardziej szeroką gamę zmienności kolorów w obrębie rodzaju Citrus.